# Seznam zimních stadionů v Praze
Seznam zimních stadionů v Praze obsahuje zimní stadiony a sportovní haly s ledovou plochou klubové (sportovní utkání, tréning) i pro veřejnost, v provozu i zaniklé, postavené na území Prahy pro sporty curling, krasobruslení a lední hokej. Je řazen podle lokace.

## Seznam
| Stadion Hala                  | Obrázek | Galerie                                                        | Katastr Ulice                      | Rok                                           | Kapacita Rozměry                 | Povrch     | Týmy                                   | Poznámka | Souřadnice                      |
| ----------------------------- | ------- | -------------------------------------------------------------- | ---------------------------------- | --------------------------------------------- | -------------------------------- | ---------- | -------------------------------------- | --- | ------------------------------- |
| Zimní stadion Kobra           |         | Kategorie „Zimní stadion Braník“ na Wikimedia Commons          | Braník Mikuleckého 1584/1          | 1975                                          | 890 míst 57 × 26 m               | led        | HC Kobra Praha                         | lední hokej | 50°1′54″ s. š., 14°25′41″ v. d. |
| Malá sportovní hala           |         | Kategorie „Malá sportovní hala (Bubeneč)“ na Wikimedia Commons | Bubeneč Výstaviště 67              | 1985 (17. dubna)                              |                                  | proměnlivý |                                        | lední hokej, krasobruslení veřejnost; tréninky, víceúčelová hala | 50°6′27″ s. š., 14°25′56″ v. d. |
| Sportovní hala Fortuna        |         | Kategorie „Sportovní hala (Bubeneč)“ na Wikimedia Commons      | Bubeneč Za elektrárnou 419/1       | 1962 (7. března)                              | 13 238 míst 60 × 29 m výška 14 m | proměnlivý | ČZU Farmers Prague                     | lední hokej, krasobruslení; víceúčelová hala | 50°6′25″ s. š., 14°25′59″ v. d. |
| Zimní stadión Štvanice (†)    |         | Kategorie „Zimní stadion Štvanice“ na Wikimedia Commons        | Holešovice Ostrov Štvanice         | 1932 (6. listopadu); zbořen 2011 (23. května) | 10 000 míst 90 × 34 m            | proměnlivý |                                        | první stadion s umělou ledovou plochou v Československu; v roce 1947 zde poprvé vyhrál československý národní tým Mistrovství světa v ledním hokeji; lední hokej, krasobruslení, veřejnost; kulturní památka | 50°5′43″ s. š., 14°26′10″ v. d. |
| Ice Aréna Kateřinky           |         |                                                                | Chodov Ke Kateřinkám 2423/2a       | 2023                                          | 56 × 26 m, 44 × 19 m             | led        | VŠE Falcons Prague                     | lední hokej, krasobruslení, veřejnost | 50°1′21″ s. š., 14°31′6″ v. d.  |
| Curlingová hala Roztyly       |         | Kategorie „Curling Arena Praha-Roztyly“ na Wikimedia Commons   | Chodov Komárkova ev.č. 12          | 2004 (březen)                                 |                                  | led        | Český svaz curlingu                    | curling; čtyři dráhy | 50°2′13″ s. š., 14°28′49″ v. d. |
| SPM Aréna                     |         |                                                                | Jinonice Radlická                  | 2023                                          |                                  | led        | HC Smíchov 1913                        | lední hokej, veřejnost | 50°2′59″ s. š., 14°21′35″ v. d. |
| Zimní stadion Letňany         |         |                                                                | Letňany Tupolevova 669             | 2002                                          |                                  | led        | HC Letci Letňany                       | lední hokej, veřejnost, víceúčelová hala | 50°8′2″ s. š., 14°30′13″ v. d.  |
| O2 arena                      |         | Kategorie „O2 Arena (Prague)“ na Wikimedia Commons             | Libeň Českomoravská 2345/17        | 2004 (24. března)                             | 17 360 míst 35 000 m² výška 33 m | proměnlivý | HC Sparta Praha                        | lední hokej; víceúčelová hala | 50°6′15″ s. š., 14°29′37″ v. d. |
| Zimní stadion Nikolajka       |         | Kategorie „Zimní stadion Nikolajka“ na Wikimedia Commons       | Smíchov U Nikolajky 2214/28        | 1961; uzavřen 2022                            | 60 × 30 m                        | led        |                                        | lední hokej, krasobruslení, veřejnost | 50°4′2″ s. š., 14°23′45″ v. d.  |
| Školní zimní stadion Bronzová |         | Kategorie „Školní zimní stadion Bronzová“ na Wikimedia Commons | Stodůlky Bronzová 1387/37          |                                               | 62 × 26 m                        | led        |                                        | veřejnost (nelze lední hokej) | 50°2′41″ s. š., 14°19′33″ v. d. |
| Škoda Icerink                 |         | Kategorie „Škoda IceRink Praha“ na Wikimedia Commons           | Strašnice Přetlucká 3422/23        | 2018 (6. února)                               | 56 × 28 m                        | led        | HC TNP Praha, UK Kings Prague          | lední hokej, krasobruslení, veřejnost | 50°3′47″ s. š., 14°30′43″ v. d. |
| Zimní stadion Hvězda          |         | Kategorie „Zimní stadion Hvězda“ na Wikimedia Commons          | Vokovice Na rozdílu 752/1          | 1983 (1. října); zastřešen 1992               | 700 míst 60 × 30 m výška 12 m    | led        | HC Hvězda Praha, ČVUT Engineers Prague | lední hokej, veřejnost | 50°5′45″ s. š., 14°21′49″ v. d. |
| Zimní stadion Hasa            |         | Kategorie „Hotel Hasa“ na Wikimedia Commons                    | Vršovice Sámova 1476/1             |                                               |                                  | led        | Univerzitní sportovní klub Praha       | lední hokej, krasobruslení, veřejnost | 50°4′2″ s. š., 14°26′44″ v. d.  |
| Zimní stadion Eden            |         | Kategorie „Zimní stadion Eden“ na Wikimedia Commons            | Vršovice Vladivostocká 1460/10c    | 1975                                          | 5 138 míst 58 × 28 m             | led        | HC Slavia Praha                        | lední hokej | 50°4′8″ s. š., 14°28′47″ v. d.  |
| Centrum Třešňovka             |         | Kategorie „Centrum Třešňovka“ na Wikimedia Commons             | Zbraslav Pod třešňovkou č. ev. 234 |                                               |                                  |            |                                        | curling, veřejnost; víceúčelový areál | 49°58′13″ s. š., 14°23′ v. d.   |